# Whitney - Una voce diventata leggenda
Whitney - Una voce diventata leggenda (Whitney Houston: I Wanna Dance with Somebody) è un film del 2022 diretto da Kasi Lemmons, da una sceneggiatura di Anthony McCarten, basato sulla vita e la carriera dell'icona pop e attrice americana Whitney Houston. Il film vede protagonista Naomi Ackie nei panni della Houston con Stanley Tucci, Ashton Sanders, Tamara Tunie, Nafessa Williams e Clarke Peters in ruoli secondari. 
Un film biografico autorizzato sulla vita della Houston è stato annunciato all'inizio del 2020, con Ackie nel ruolo principale a dicembre e il resto del cast che ha firmato il contratto l'anno successivo. Prodotto con un budget di 45 milioni di dollari, le riprese si sono svolte in Massachusetts e New Jersey da agosto a dicembre 2021.
Whitney - Una voce diventata leggenda è stato distribuito negli Stati Uniti il 23 dicembre 2022 da Sony Pictures. Il film ha ricevuto recensioni miste da parte della critica e ha incassato 59,8 milioni di dollari al botteghino.

## Trama
Nel 1983, nel New Jersey, Whitney Houston canta come parte di un coro della chiesa ma sua madre Cissy, una cantante professionista, la spinge a migliorare, anche se è severa con sua figlia. Whitney fa amicizia con Robyn Crawford e le due sviluppano una relazione romantica.
Una sera, durante la consueta esibizione di Cissy, arriva anche il noto produttore discografico Clive Davis, il che spinge Cissy a incoraggiare Whitney a salire sul palco e cantare al suo posto. Whitney canta Greatest Love of All, impressionando Clive, che firma un contratto discografico con Whitney. La cantante ha la sua prima grande esibizione dal vivo al The Merv Griffin Show, dove viene accolta con successo. Tuttavia, mentre la carriera di Whitney decolla, il padre John, prepotente, dominante e senza scrupoli, diventa il suo manager. Lui domina Whitney e le impone cosa vuole lui e non lei: quando Whitney tenta di fare di Robyn la sua assistente, lui si oppone a causa della loro relazione personale e dice loro di uscire con uomini, cosa che Robyn rifiuta. Whitney in seguito registra una canzone con Jermaine Jackson e pubblica successi come How Will I Know nel 1986 e I Wanna Dance with Somebody (Who Loves Me) nel 1987, ma deve affrontare critiche per il suo successo e per il fatto che la sua musica non sia "abbastanza nera". 
Durante i Soul Train Music Awards, Whitney incontra il cantante R&B Bobby Brown, che le dice di non preoccuparsi di chi parla male della sua immagine. Whitney e Bobby iniziano una relazione e alla fine lui le fa la proposta di matrimonio: benché Bobby abbia già tre figli, nati tutti da madri diverse, Whitney accetta e i due si sposano. Nel 1991 Whitney esegue l'inno nazionale al Super Bowl XXV, che ottiene un'incredibile successo. Whitney sviluppa un interesse per la recitazione e alla fine firma il contratto per recitare in Guardia del corpo, dove recita con Kevin Costner. Oltre a ciò, Whitney registra la sua versione di I Will Always Love You di Dolly Parton quale contributo per la colonna sonora del film. Dopo aver avuto un aborto spontaneo sul set, nel 1993 nasce la sua unica figlia, Bobbi Kristina Brown. 
Due anni dopo Guardia del corpo, nel 1994, Whitney esegue la canzone in un concerto per il rilascio di Nelson Mandela dalla prigione e dopo essere andata in tour chiede di tornare a casa non appena sarà finita la tournée, in modo da poter tornare dalla sua famiglia e scoprendo che Bobby l'ha tradita. Clive incontra Whitney perché non ha pubblicato un album negli ultimi otto anni, anche se ha pubblicato sette canzoni importanti, e la stessa Whitney in seguito affronta suo padre sulla gestione delle sue finanze, tagliando infine i legami con lui e cominciando a farsi gestire da sua cognata Pat. Dopo la morte di John, Whitney cade nella tossicodipendenza, che diventa abbastanza grave da influenzare la sua estensione vocale e porta a concerti disastrosi. Clive la esorta ad entrare in riabilitazione, e alla fine Whitney lo fa dopo aver esitato. Nel 2007, Whitney chiede il divorzio da Bobby, continua a lavorare sulla musica e mantiene la sua relazione con la figlia adolescente Bobbi Kristina.
Nel febbraio 2012, Whitney si reca a Los Angeles per i Grammy Awards, dove incontra un fan e ricorda la sua esibizione agli American Music Awards del 1994, dove eseguì il suo iconico medley di I Loves You, Porgy / And I Am Telling You I'm Not Going / I Have Nothing. Nel pomeriggio dell'11 febbraio 2012, alle 15:43, Whitney muore annegando in una vasca da bagno a causa di un'overdose accidentale di droga. 
Un epilogo rivela che Whitney rimane l'artista nera più ascoltata di tutti i tempi, con oltre 220 milioni di album venduti in tutto il mondo.

## Produzione
La realizzazione del film è stata annunciata per la prima volta nell'aprile 2020: in tale frangente Stella Meghie era stata annunciata come regista, mentre Anthony McCarten era stato annunciato come sceneggiatore. Nel corso del 2021 viene annunciata la scelta di affidare la regia dell'opera a Kasi Lemmons, con Meghie comunque coinvolta come produttrice esecutiva dell'opera. La scelta di Naomi Ackie per il ruolo di Whitney Houston è stata annunciata nel dicembre 2020, mentre il resto del cast è stato annunciato nel corso del 2021.
Il film è stato girato a partire dall'agosto 2021. Il budget investito nella produzione dell'opera ammonta a circa 45 milioni di dollari.

## Promozione
Il trailer del film è stato diffuso in anteprima da Sony Pictures il 15 settembre 2022, mentre la versione italiana del trailer è stata diffusa il 20 settembre 2022.

## Distribuzione
Il film è stato distribuito nelle sale statunitensi il 23 dicembre 2022, mentre in Italia il 22 dicembre 2022.

## Accoglienza

### Pubblico
Il film ha incassato 59 milioni di dollari al botteghino internazionale.

### Critica
Sull'aggregatore Rotten Tomatoes il film riceve il 44% delle recensioni professionali positive con un voto medio di 5,3 su 10 basato su 132 critiche, mentre su Metacritic ottiene un punteggio di 51 su 100 basato su 44 critiche.